# 桜村 (三重県)
桜村（さくらむら）は三重県三重郡にあった村。現在の四日市市の南西部、三滝川の中流右岸、近鉄湯の山線・桜駅の周辺にあたる。西部は田園地帯が広がり、南西部は丘陵地であった。また、中央やや東はやや規模の大きい集落となっていて、そこが村の中枢となっていた。
大字智積には現在名水百選に指定されている智積養水が縦断している。

## 地理
現在は四日市市桜地区となっている。三滝川水系の矢合川が村域の中央を貫き、それを中心に水田が広がっていた。また、南西部には丘陵地が広がっていた。現在、南部の丘陵地の一部は桜花台や桜台などの住宅団地となっている。
- 河川：三滝川、矢合川、大谷川
- 金渓川、矢合川、かに川、大谷川

## 歴史
- 1889年（明治22年）4月1日 - 町村制の施行により、佐倉村・智積村の区域をもって発足。
- 1954年（昭和29年）7月1日 - 四日市市に編入。同日桜村廃止。

## 交通

### 鉄道路線
- 三重交通
  - 三重線（現・近鉄湯の山線）
    - 桜村駅（現・桜駅）

### 道路
湯の山街道(現在の国道477号の旧道)。
現在は旧村域に東名阪自動車道の四日市インターチェンジが所在するが、当時は未開通。